# Aeschynanthus arfakensis
Aeschynanthus arfakensis är en tvåhjärtbladig växtart som beskrevs av Charles Baron Clarke. Aeschynanthus arfakensis ingår i släktet Aeschynanthus och familjen Gesneriaceae. Inga underarter finns listade i Catalogue of Life.